# Kediri (Meteorit)
Koordinaten: 7° 45′ 0″ S, 112° 0′ 36″ O
Kediri ist ein Steinmeteorit mit einem Gesamtgewicht von 3,3 Kilogramm, der um 1940 in eine Kautschukplantage auf der Insel Java einschlug.

## Geschichte
Augenzeugen sahen um 1940 herum einen Schwarm Meteoriten, der von Norden nach Süden über den Himmel zog. Die Meteoriten fielen in die Kautschukplantage Soemboer Wadeok, die sich ungefähr zehn Kilometer südlich des Ortes Kediri befand, einer Stadt in der indonesischen Provinz Jawa Timur (deutsch: Ostjava). Die Arbeiter auf der Plantage sammelten 70 Meteorsteine unterschiedlicher Größe auf. 1935, also nur fünf Jahre vorher, war ein anderer Meteorit 55 Kilometer westlich von Kediri heruntergekommen, der Meteorit Madiun.
Die Veröffentlichung der Fallgeschichte im Meteoritical Bulletin des Jahres 1975 beruht auf dem Bericht des Augenzeugen Treur, Administrator der Plantage, der aber bereits 1965 gestorben war. Treur war zunächst davon ausgegangen, dass der Meteorschwarm in den Ozean stürzen würde, da dieser hinter einem Berg verschwand. Die von Plantagenarbeitern aufgesammelten Stücke wurden nach Amsterdam geschickt und von dort an das Teylers Museum in Haarlem (Niederlande), die Arizona State University und an das Natural History Museum in London verteilt.

## Aussehen und Klassifizierung
Kediri ist ein gewöhnlicher Chondrit. Er ist als L-Chondrit kategorisiert worden. Chondriten sind Steinmeteoriten mit Einschlüssen von Mineralen. Das Gestein verfügt über Chondren, das sind Mineralkügelchen als Einschlüsse, die recht deutlich zu sehen sind, weswegen Kediri als L4-Chondrit klassifiziert wurde. Auch Metalleinschlüsse sind bei ihm deutlich zu sehen.
Die aufgelesenen Steine haben ein Gesamtgewicht von 3,3 Kilogramm.
Eine einseitige braun-schwarze Schmelzkruste lässt darauf schließen, dass der Meteorit in hohen Atmosphärenschichten der Erde auseinandergebrochen ist.